# Luís Manuel Gonçalves Silva
Luís Manuel Gonçalves Silva (sinh ngày 25 tháng 7 năm 1995) hay Reko, là một cầu thủ bóng đá người Bồ Đào Nha thi đấu cho Gil Vicente ở vị trí tiền vệ.